# Ауди Тип SS
Ауди Тип SS (на немски: Audi Typ SS) е модел на Ауди от горен клас, произвеждан между 1928 и 1932 година като наследник на Тип R. Моделът е известен и като Ауди Цвикау (Audi Zwickau).
Двигателят е осемцилиндров редови с обем 5.1 литра. Мощността му е 100 к.с. (74 kW), максималната скорост – 120 км/ч. Агрегатът се сглобява в един от заводите на DKW в Шарфенщайн. Автомобилът е със задно задвижване и четириристепенна скоростна кутия. Спирачките са хидравлични на четирите колела.
Предлага се във вариантите четиривратна лимузина от типа Пулман и четиривратен кабриолет. Произведени са 400 бройки.